# Edgar (Nebraska)
Edgar è un comune degli Stati Uniti d'America, situato nello Stato del Nebraska, nella contea di Clay.